# 李邈 (唐朝)
李邈（746年—773年6月11日），唐朝皇子，是唐代宗第二子，崔妃所生。
李邈的生母崔妃是唐代宗的嫡妻，但崔氏母族在安史之乱被诛杀后，唐代宗对她恩顾渐薄。而李邈好学，以贤闻名。上元二年（761年），李邈被他祖父唐肃宗封为益昌郡王。宝应元年（762年），李邈被他父亲唐代宗封为郑王，淄青牙将李怀玉驱逐其帅侯希逸，诏李邈为平卢淄青节度大使，以李怀玉知留后。
广德二年（764年），其异母长兄李适被立为太子。大曆初年，代太子李适为天下兵马元帅。大历八年（773年）五月十七日，郑王李邈去世，唐代宗罷朝三日，于是罢除元帅之职。唐代宗惜李邈之才早夭，册赠昭靖太子，葬在万年县界。儿子舒王李谊，本名李谟。以其最幼，唐德宗李适怜惜之，在父亲唐代宗要求下，命为自己的孩子。另一子灵溪郡王李咏。

## 延伸阅读
[在维基数据编辑]
 《舊唐書·卷116》，出自刘昫《舊唐書》